# パソコン病
パソコン病（パソコンびょう）とは、パーソナルコンピュータ (PC) を用いた事務作業を長時間続けることによって生じる体調不良といった症状全般を指す俗称である。
PCが存在しなかった時代には、眼や視覚を長時間、過度に酷使するような作業環境は特殊な職業を除いてあまり存在しなかったが、現代ではほとんどの企業の事務所内においてPCによって事務作業を行うことが主流となり、PCがこれらの作業者の健康に与える悪影響が顕在化するようになった。このようなPCを用いた事務作業によって、眼や視覚神経に与える直接的な負担や、手や肩、腰への負担に加えて、単調な作業でありながら誤りが許されない精神的な負担といった、身心への複合的な影響から生じる諸症状をまとめて「パソコン病」、または「パソコン・デスクワーク症候群」と呼ばれることがある。関連する同様の症状に、VDT症候群やテクノストレスがある。
主な症状は一般に、目の疲れ・肩こり・腰痛・頭痛・めまい・慢性疲労とされる。